# Clásica de Almería 2023
18. ročník jednodenního cyklistického závodu Clásica de Almería se konal 12. února 2023 ve španělské provincii Almería. Vítězem se stal Ital Matteo Moschetti z týmu Q36.5 Pro Cycling Team. Na druhém a třetím místě se umístili Belgičané Arnaud De Lie (Lotto–Dstny) a Jordi Meeus (Bora–Hansgrohe). Závod byl součástí UCI ProSeries 2023 na úrovni 1.Pro.

## Týmy
Závodu se zúčastnilo 9 z 18 UCI WorldTeamů a 12 UCI ProTeamů. Každý tým přijel se sedmi závodníky kromě týmu Intermarché–Circus–Wanty s šesti jezdci. Tom Devriendt (Q36.5 Pro Cycling Team) neodstartoval, na start se tak postavilo 145 jezdců. Do cíle v Roquetas de Mar dojelo 140 z nich.
UCI WorldTeamy
- Arkéa–Samsic
- Astana Qazaqstan Team
- Bora–Hansgrohe
- Cofidis
- Groupama–FDJ
- Ineos Grenadiers
- Intermarché–Circus–Wanty
- Movistar Team
- UAE Team Emirates

UCI ProTeamy
- Burgos BH
- Caja Rural–Seguros RGA
- Eolo–Kometa
- Equipo Kern Pharma
- Euskaltel–Euskadi
- Israel–Premier Tech
- Lotto–Dstny
- Q36.5 Pro Cycling Team
- Team Flanders–Baloise
- Team TotalEnergies
- Tudor Pro Cycling Team
- Uno-X Pro Cycling Team

## Výsledky
| Pořadí | Jezdec                      | Tým                    | Čas        |
| ------ | --------------------------- | ---------------------- | ---------- |
| 1      | Matteo Moschetti (ITA)      | Q36.5 Pro Cycling Team | 4h 43' 16" |
| 2      | Arnaud De Lie (BEL)         | Lotto–Dstny            | + 0"       |
| 3      | Jordi Meeus (BEL)           | Bora–Hansgrohe         | + 0"       |
| 4      | Alexander Kristoff (NOR)    | Uno-X Pro Cycling Team | + 0"       |
| 5      | Giacomo Nizzolo (ITA)       | Israel–Premier Tech    | + 0"       |
| 6      | Max Walscheid (GER)         | Cofidis                | + 0"       |
| 7      | Fernando Gaviria (COL)      | Movistar Team          | + 0"       |
| 8      | Jason Tesson (FRA)          | Team TotalEnergies     | + 0"       |
| 9      | Paul Penhoët (FRA)          | Groupama–FDJ           | + 0"       |
| 10     | Juan Sebastián Molano (COL) | UAE Team Emirates      | + 0"       |